# Le Devin du village
Le Devin du village est un intermède (petit opéra) en un acte de Jean-Jacques Rousseau (paroles et musique), représenté le 18 octobre 1752 au château de Fontainebleau devant Louis XV et la cour, et le 1er mars 1753 à l’Académie royale de musique de Paris, avec Pierre de Jélyotte dans le rôle principal, Cuvillier dans le rôle du Devin et Marie Fel dans le rôle de Colette.

## L’œuvre
Le Devin du village est le premier opéra dont les paroles et la musique sont du même auteur,. Cette œuvre illustre également les nombreuses contradictions qui parsèment la vie et l’œuvre intellectuelle d’un homme qui écrira, peu de temps après, dans sa Lettre sur la musique française proclamant une « supériorité » de la musique italienne (dont le fondement résiderait dans le caractère plus approprié de l'italien à l'expression musicale), qu’« il n’y a ni mesure ni mélodie dans la musique française, parce que la langue n’en est pas susceptible ; que le chant français n’est qu’un aboiement continuel, insupportable à toute oreille non prévenue ; que l’harmonie en est brute, sans expression et sentant uniquement son remplissage d’écolier ; que les airs français ne sont point des airs ; que le récitatif français n’est point du récitatif. D’où je conclus, que les Français n’ont point de musique et n’en peuvent avoir ; ou que si jamais ils en ont une, ce sera tant pis pour eux ». Toutefois, quelques années plus tard, Rousseau se ravisera. Il écrira notamment en 1774 au compositeur Gluck, après avoir assisté aux répétitions de son opéra en français Iphigénie en Aulide : « Je sors de la répétition de votre Opéra d’Iphigénie ; j'en suis enchanté ! Vous avez réalisé ce que j'ai cru impossible jusqu'à ce jour. »

## Personnages
- Colin
- Colette
- Le devin
- Troupe de jeunes gens du village

## Résumé
Colette se plaint de l’infidélité de Colin et va trouver le devin du village pour connaître le sort de son amour. Elle apprend que la dame du lieu a su captiver le cœur de son berger par des présents. Le devin laisse Colette espérer qu’il saura le ramener à elle. Il fait ensuite entendre à Colin que sa bergère l’a quitté pour suivre un monsieur de la ville. Colin n’en croit rien et revoit sa maîtresse plus amoureuse que jamais.

## Réception
Si la représentation à la cour fut un succès, il en alla tout autrement à la ville où pour la première représentation elle participa aux troubles de la querelle des Bouffons, partisans de Rousseau et de Rameau s’invectivant durant l’opéra au milieu des rires. Les jeunes gens du parterre avaient imaginé de couvrir leur tête d’un bonnet de coton à longue mèche.
Le Devin du village eut néanmoins un succès prodigieux : c’est le moyen terme entre la musique italienne et la musique française. La mélodie est simple, naturelle et facile, l’harmonie bien mariée avec la mélodie ; l’accord est parfait entre les paroles et la musique : il y règne d’un bout à l’autre une complète unité de ton et de dessein[réf. nécessaire]. Jean-Jacques Rousseau, dans ses Confessions, raconte en ces termes l’effet de la première représentation du Devin du Village, devant la cour, à Fontainebleau :
« On ne claque point devant le roi : cela fit qu’on entendit tout ; la pièce et l’auteur y gagnèrent. J’entendis autour de moi un chuchotement de femmes qui me semblaient belles comme des anges et qui s’entre-disaient à demi-voix : — Cela est charmant, cela est ravissant ! Il n’y a pas un son là qui ne parte du cœur. — Le plaisir de donner de l’émotion à tant d’aimables personnes m’émut moi-même jusqu’aux larmes, et je ne pus les contenir au premier duo en remarquant que je n’étais pas seul à pleurer.
Le lendemain Jélyotte m’écrivit un billet où il me détailla le succès de la pièce et l’engouement où le roi lui-même en était. Toute la journée, me marquait-il, Sa Majesté ne cesse de chanter avec la voix la plus fausse de son royaume :
J’ai perdu mon serviteur,
J’ai perdu tout mon bonheur ! »

## Bénéfices
Rousseau aurait pu obtenir une pension du roi, du moins le lui faisait-on espérer, et le duc d’Aumont l’avait invité à se rendre le lendemain au château pour le présenter au roi. Cependant Rousseau déclina l'invitation : « Croirait-on, que la nuit qui suivit une si belle journée, fut une nuit d’angoisses et de perplexité pour moi ? Je me figurais devant le roi… Ma maudite timidité, qui me trouble devant le moindre inconnu, m’aurait-elle quitté devant le roi de France !… Je voulais, sans quitter l’air et le ton sévère que j’avais pris, me montrer sensible à l’honneur que me faisait un si grand monarque. Il fallait envelopper quelque grande et utile vérité dans une louange belle et méritée. Pour préparer une réponse heureuse, il aurait fallu prévoir juste ce qu’il pourrait me dire… S’il allait m’échapper dans mon trouble quelqu’une de mes balourdises ordinaires ? Ce danger m’alarma, m’effraya, me fit frémir au point de me déterminer, à tout risque, de ne m’y pas exposer. Je perdais, il est vrai, la pension qui m’était offerte en quelque sorte ; mais je m’exemptais aussi du joug qu’elle m’eût imposé. Adieu la vérité, la liberté, le courage. Comment oser désormais parler d’indépendance, de désintéressement. Il ne fallait plus que flatter ou me taire, en recevant cette pension : encore qui m’assurait qu’elle serait payée ? Que de pas à faire, que de gens à solliciter ? » (Rousseau). Diderot qui ne lui fit pas un crime de n’avoir pas voulu être présenté au roi pour son intérêt, lui en fit un terrible de son indifférence pour la pension qui aurait pu servir à sa compagne : « II me dit que, si j’étais désintéressé pour mon compte, il ne m’était pas permis de l’être pour celui de Madame Levasseur et de sa fille, que je leur devais de n’omettre aucun moyen possible et honnête de leur donner du pain… » (Rousseau).

## Polémiques
Des rumeurs ont couru en ce qui concerne la paternité musicale de Rousseau, d’aucuns ayant prétendu que Rousseau avait trouvé la musique du Devin dans les papiers d’un obscur musicien lyonnais que certains nomment Gauthier et d’autres Granet, mais cette histoire n’a pas reçu grand crédit. Une comparaison de la musique du Devin avec les mélodies que Rousseau a intitulées les Consolations des misères de ma vie montrent que tous ces chants simples, expressifs et agréables, mais d’une harmonie souvent incorrecte émanent du même auteur. Seulement, l’instrumentation du Devin a été d’abord retouchée et peut-être réécrite par Francœur et les conseils de ce musicien, avec ceux de Jélyotte, n’ont pas été inutiles à Rousseau.

## Postérité
- En septembre 1753, on représentait une parodie du Devin de village sous le nom de les Amours de Bastien et de Bastienne par Justine Favart et Harny de Guerville, suite de vaudevilles et airs populaires offrant toutes les scènes et situations de l’opéra-pastorale, sous le travestissement du patois paysan substitué au langage régulier que Rousseau fait parler à ses personnages.
- Jeannot et Thérèse, pastiche en créole de Clément (prénom inconnu), Saint-Domingue, 1758.
- Marie-Jeanne Riccoboni a donné une parodie du Devin du village avec Les Amants de village (26 juillet 1764).
- Pastiche de Philidor, Paris, 1764
- Pastiche de Charles Burney, Londres, 1766.
- Mozart composa également un opéra singspiel en un acte sur ce sujet : Bastien et Bastienne (KV. 50). Le livret était de Friedrich Wilhelm Weiskern, Johann H. F. Müller et Johann Andreas Schachtner (en). La création eut lieu le 1er octobre 1768.
- Une version anonyme, probablement due à Sokolovski et révisée par Fomine, Moscou, vers 1779.
- Pastiche de Joseph Quesnel, Montréal, 1790, compositeur né à Saint-Malo, dont la transposition Colas et Colinette constitue le premier opéra composé en Amérique du Nord.

## Enregistrements
- 1956 : Orchestre de Chambre de Froment, direction Louis de Froment, avec Janine Micheau (Colette), Nicolai Gedda (Colin), Michel Roux (Le devin), Chœur Raymond Saint-Paul (EMI)
- 1978 : Collegium Academicum de Genève, direction Robert Dunand, avec Danièle Borst (Colette), Philippe Huttenlocher (Colin), Louis Devos (le devin); Chœur du Collège Voltaire (CBS)
- 1991 : Alpe Adria Ensemble, direction René Clemencic, avec Eva Kirchner (Colette), Dongkyu Choy (Colin), Thomas Müller De Vries (Le Devin), Coro Gottardo Tomat di Spilimbergo (Nuova Era Records). Double CD comportant les enregistrements en studio (notices en italien et en anglais) :
  - CD 1 : Le Devin du village (77 min 14 s)
  - CD 2 : Bastien und Bastienne de Mozart (livret en allemand, 60 min 42 s). Comporte en outre une version de l'« Air de Colin », du Devin du village par Beethoven, réorchestration de la musique originale de Rousseau (en français, 3 min 22 s), ainsi qu'une « Ariette ajoutée au Devin du village » par Philidor (4 min 34 s)
- 2018 : Les Nouveaux Caractères, direction Sébastien d'Hérin (en), avec Caroline Mutel, Cyrille Dubois, Frédéric Caton (Château de Versailles Spectacles) , direction

## Écriture
Jean-Jacques Rousseau a écrit Le Devin du village dans le parc de Passy.